# Hôpital des Quinze-Vingts
Le centre hospitalier national d’ophtalmologie des Quinze-Vingts est situé au 28, rue de Charenton, dans le 12e arrondissement de Paris. L'hôpital a donné son nom au quartier des Quinze-Vingts, 48e quartier de Paris et l'un des quatre quartiers de cet arrondissement.
Ce site est desservi par la station de métro Bastille.

## Historique

### Étymologie
Le nom de Quinze-Vingts veut dire trois cents (15 × 20 = 300) dans le système de numération vicésimal et, de fait, l'hospice comprenait trois cents lits.
Louis IX, au XIIIe siècle, aurait fait bâtir cette maison pour porter secours à 300 chevaliers faits prisonniers par les Sarrasins durant la septième croisade, et qui eurent les yeux crevés avant d'être libérés. Toutefois Jean de Joinville n'en parle pas, et aucune source de l'époque ne l'atteste.
Selon l'historien des Quinze-Vingts, Léon Le Grand, il s'agirait d'une légende apparue au XVIe siècle.

### Moyen Âge: Un hospice original rue Saint-Honoré

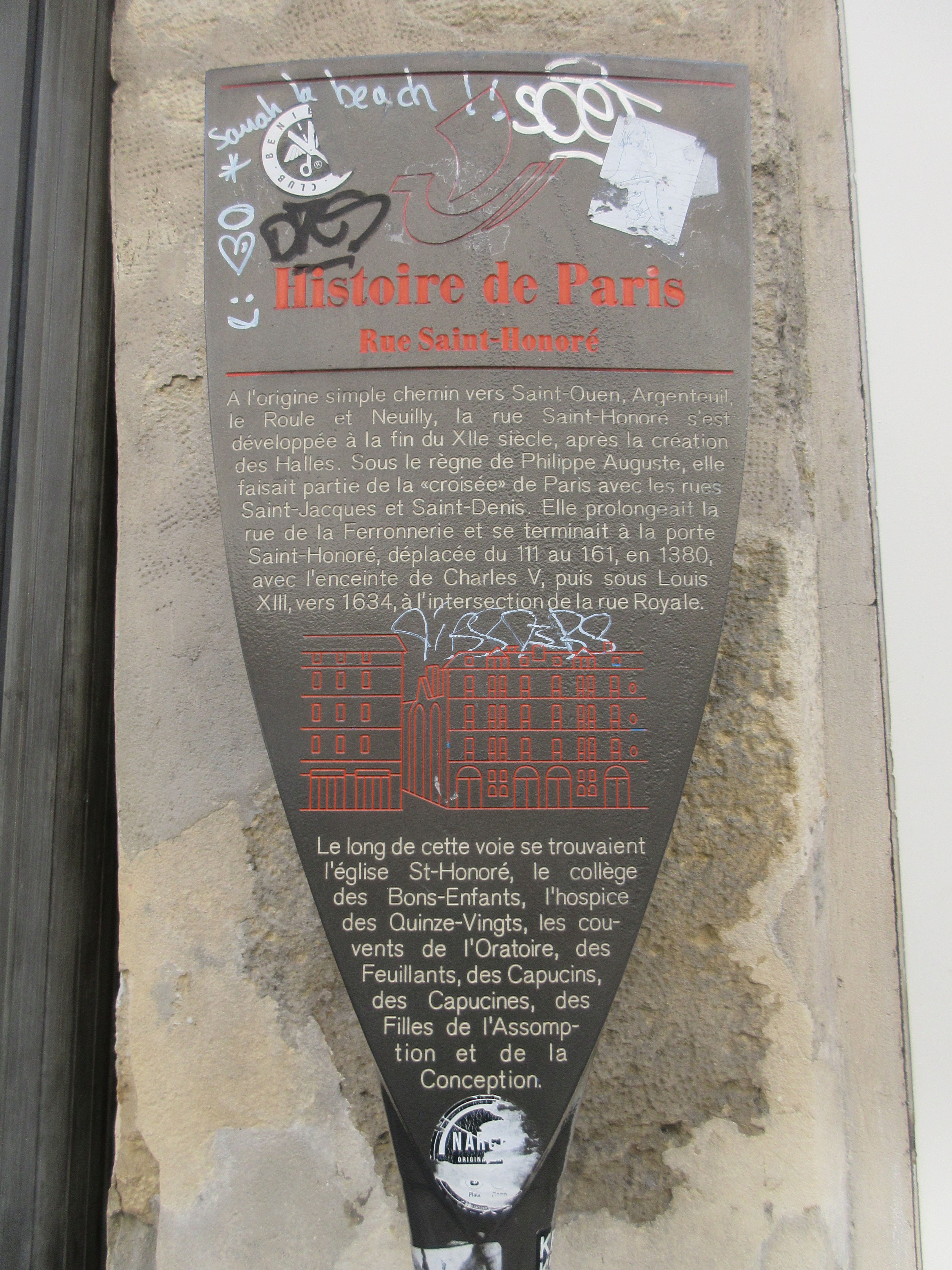
Panneau Histoire de Paris
« Rue Saint-Honoré »

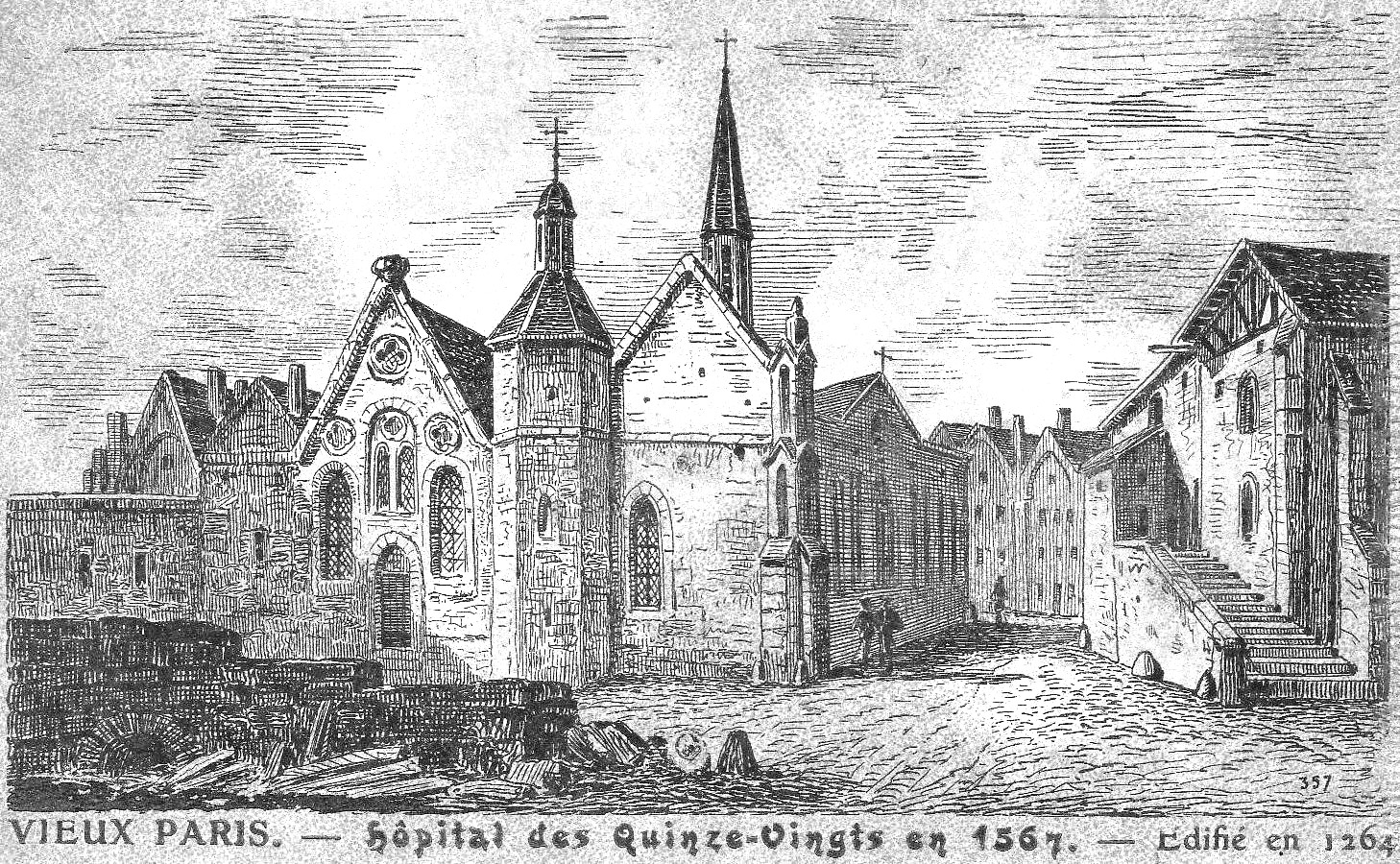
L'hospice des Quinze-Vingts en 1567.

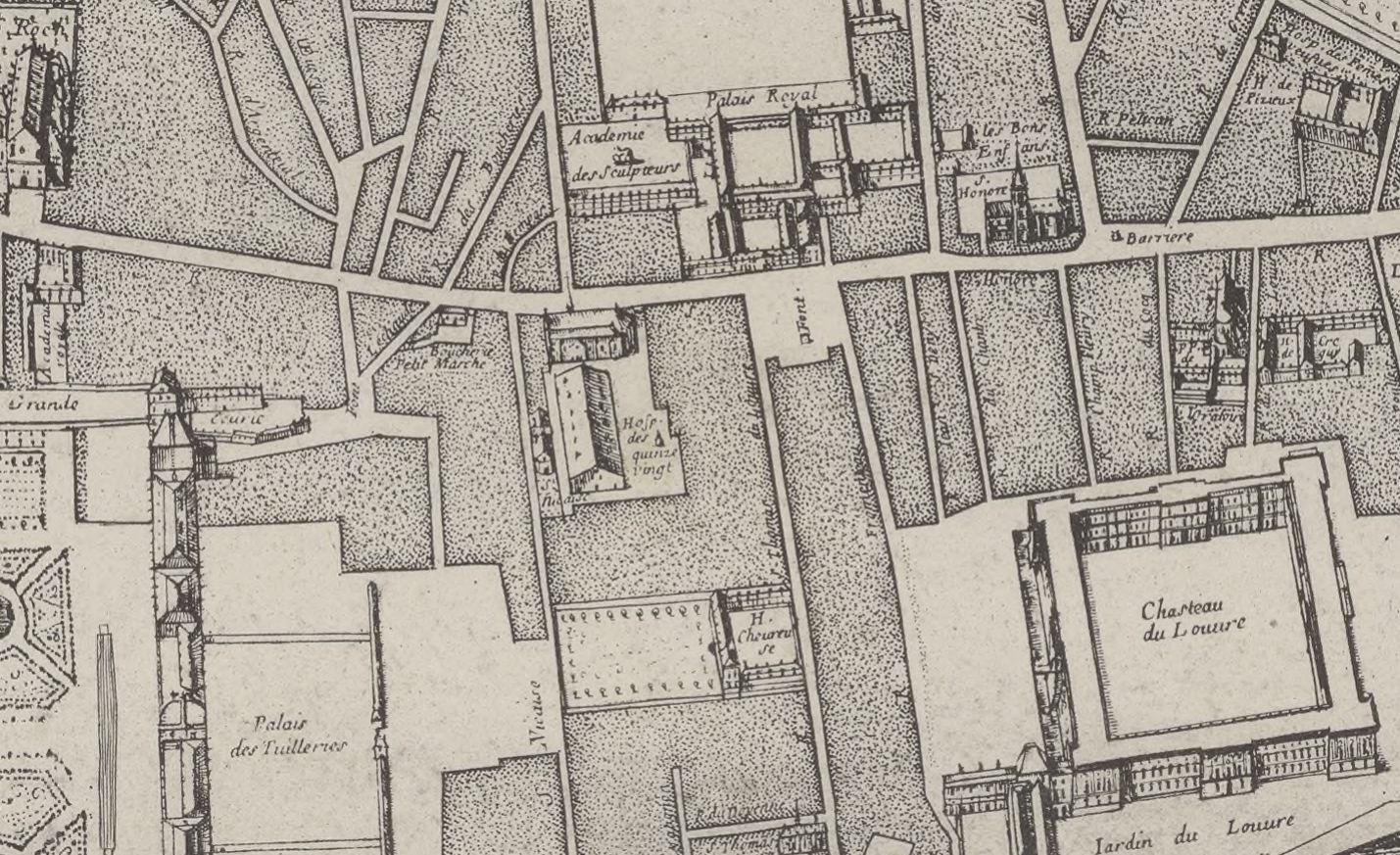
L'hospice des Quinze-Vingts de la rue Saint-Honoré, entre Tuileries, Louvre et Palais-Royal, sur le plan de Jouvin de Rochefort, en 1672.

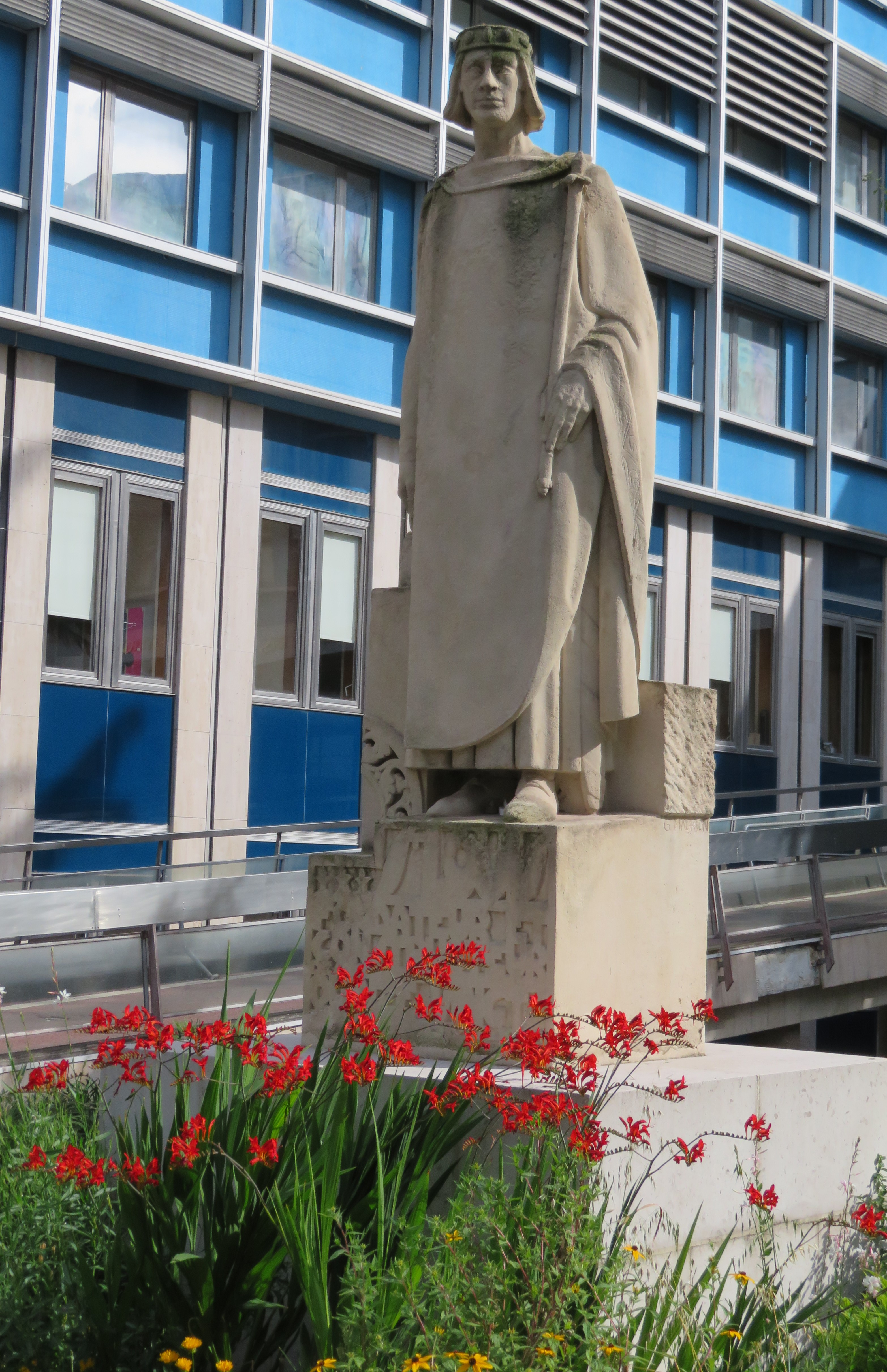
Statue de Saint-Louis dans la cour de l'hôpital, réalisée par François Sicard et achevée par son élève Gabrielle Maurion.

L'hospice des Quinze-Vingts a été fondé vers 1260 par saint Louis sans que l'on connaisse le détail et l'époque précise de cette fondation. Il était alors situé rue Saint-Honoré au coin de la rue Saint-Nicaise, sur une pièce de terre appelée « Champourri ». Le but était de recueillir les pauvres aveugles de Paris, des deux sexes, qui étaient fort en détresse. 

« Aussi li benoiez roys fit acheter une piece de terre de les Saint-Ennouré, où il fist fere une grant mansion porce que les poures avugles demorassent ilecques perpetuellement jusques à trois cents ; et ont tous les ans de la borse du roy, pour potages et autres choses, rentes. En laquelle méson est une église que il fist fere en l'eneur de saint Remi, pour que lesditzs avugles oients ilecques le service Dieu. »

Cette création a conduit directement à la fondation d'autres maisons d'aveugles, mais à l'initiative de bourgeois de la ville, comme l'hospice des Six-Vingts de Chartres ou celle de l'hôpital Jean-Rose de Meaux.
Le pape Clément IV recommanda cette institution aux prélats dans une bulle datée de 1265, en les invitant à apporter leurs dons . En effet, en contrepartie de leurs privilèges (hébergement, nourriture et habillement), les pensionnaires des Quinze-Vingts devaient prier pour la famille royale, les bienfaiteurs et donateurs de l'hospice. Il s'agit d'une économie de don, basée sur l'échange (don et contre-don), la foi et la confiance. Le travail des pensionnaires est de prier pour les donateurs qui obtiennent en retour le salut de leurs âmes.
Les aveugles, membres de l'Ordre des Quinze-Vingts, semblent laissés à eux-mêmes : 

« Je ne sais trop pourquoi le roi a réuni dans une maison trois cents aveugles, qui s'en vont par troupes dans les rues de Paris, et qui, pendant que le jour dure, ne cessent de braire. Ils se heurtent les uns contre les autres, et se font de fortes contusions ; car personne ne les conduit. Si le feu prend à la maison, il ne faut pas en douter, la communauté sera entièrement brûlée, et le roi obligé de la reconstruire à de nouveaux frais. »

### Depuis la fin duXVIIIesiècle: l'hôpital de la rue de Charenton

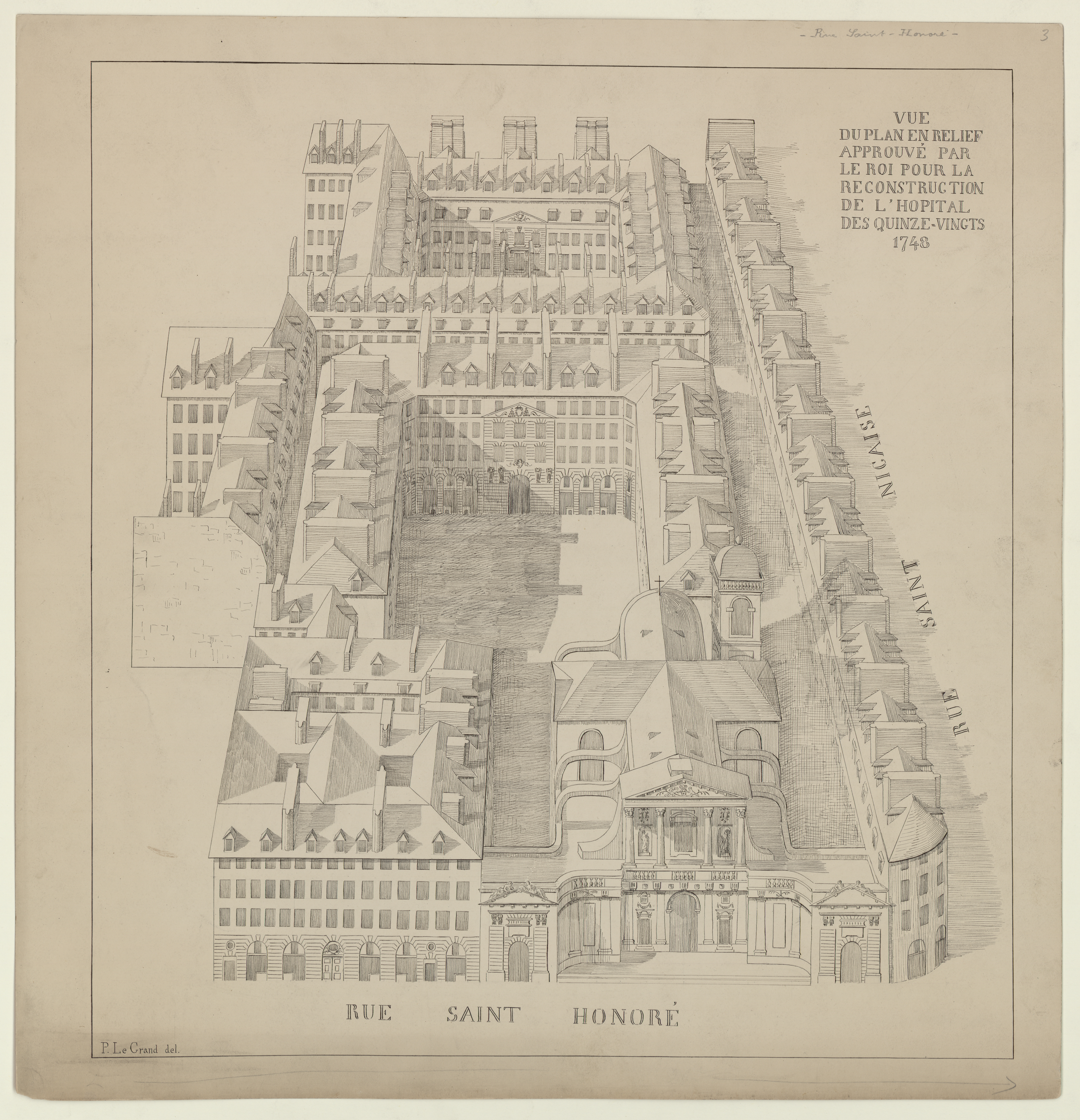
Vue du plan en relief approuvé par le Roi pour la reconstruction de l'Hôpital des Quinze-vingts. 1748

En 1779, sous le règne de Louis XVI, le cardinal de Rohan fit transférer l'établissement rue de Charenton, dans le faubourg Saint-Antoine. Par lettres patentes du 16 décembre 1779 , le roi ordonne la création de plusieurs rues à l'emplacement de l'ancien hospice des Quinze-Vingts : rue de Beaujolais-Saint-Honoré, rue de Chartres-Saint-Honoré, rue de Montpensier-Saint-Honoré, rue des Quinze-Vingts, rue de Rohan, rue de Valois-Saint-Honoré. Toutes ces rues, à l'exception de la rue de Rohan, ont été supprimées lors du prolongement de la rue de Rivoli et l'achèvement du palais du Louvre dans les années 1850.
L'hôpital est aménagé dans l’ancienne caserne des Mousquetaires-Noirs, qui avait été désaffectée en 1775. Le cardinal de Rohan modifia le système d'administration et porta le nombre d'aveugles à huit cents.

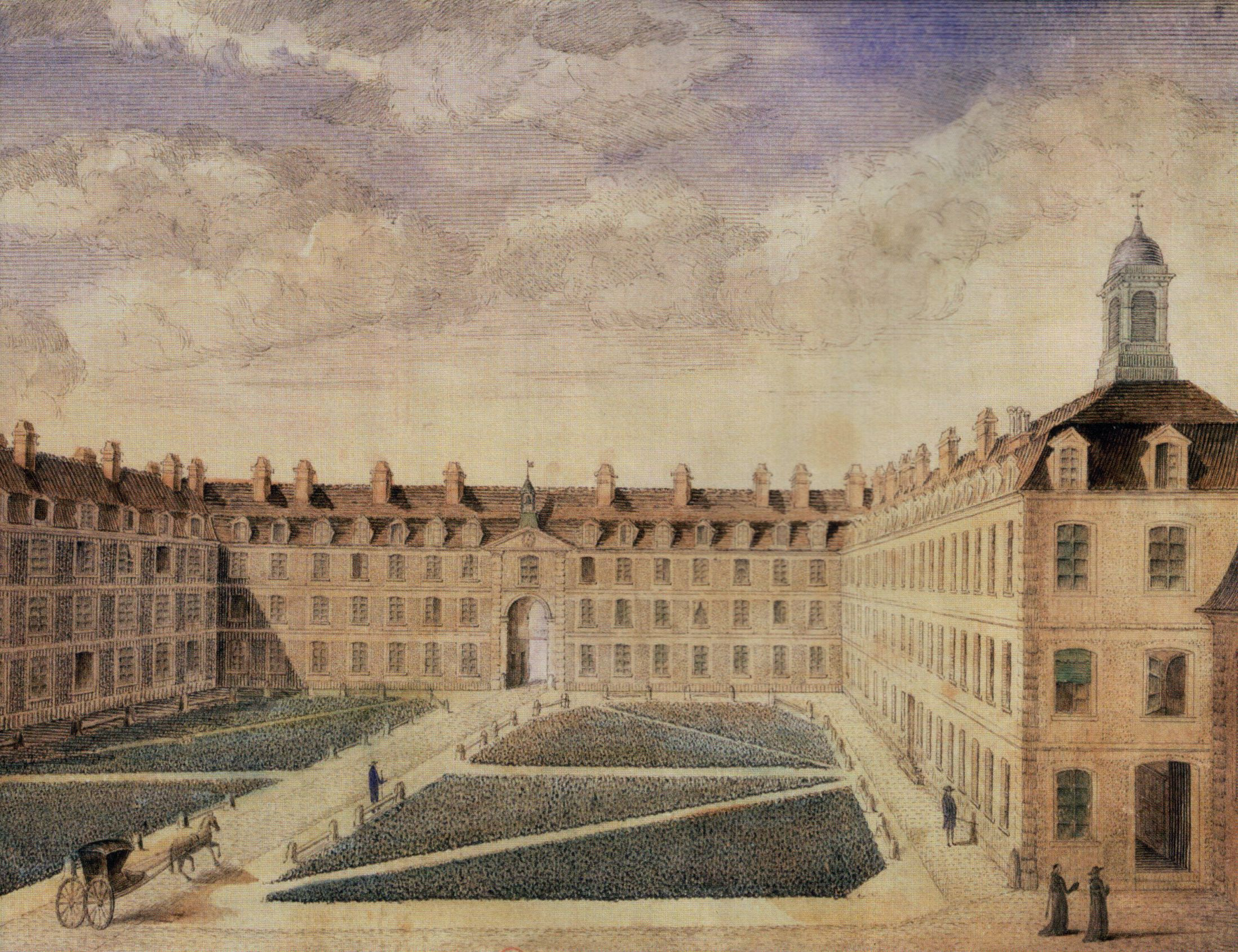
Caserne abritant l'hôpital des Quinze-Vingts, estampe de 1809.

En l'an IX de la république (1801), on réunit à l'hospice des Quinze-Vingts l'institut des jeunes aveugles fondé par Valentin Haüy en 1784. Devenue l'Institut national des jeunes aveugles (INJA), cette institution fut ensuite transférée rue Saint-Victor, puis au 56 boulevard des Invalides en 1843.
Une partie de l'hôpital est détruite pour permettre la construction du viaduc de la ligne de Paris-Bastille à Marles-en-Brie (actuel viaduc des arts).
Une clinique ophtalmologique y fut créée en 1880 par le docteur Fieuzal avec l’aide de Gambetta. Ce centre de soins se développe et le centre hospitalier national d’ophtalmologie (CHNO) spécialisé dans les maladies des yeux devint la principale activité des Quinze-vingts. Paul Bailliart y fut chef de service à partir de 1929.
Le CHNO ne fait néanmoins pas partie de l'Assistance publique - Hôpitaux de Paris (AP-HP).
La clinique de 1880 et l'ancienne caserne du XVIIIe siècle hébergeant les aveugles sont démolis, à l'exception du porche d'entrée et de la chapelle saint Remi, et remplacés par de nouveaux bâtiments à partir de 1957.
La résidence Saint-Louis disposant de 162 chambres perpétue la tradition d’hébergement des aveugles et des mal-voyants.
Les parties préservées de l'ancienne caserne des Mousquetaires-Noirs font l’objet d’une inscription au titre des monuments historiques depuis le 26 décembre 1976.

## L'Institut de la vision

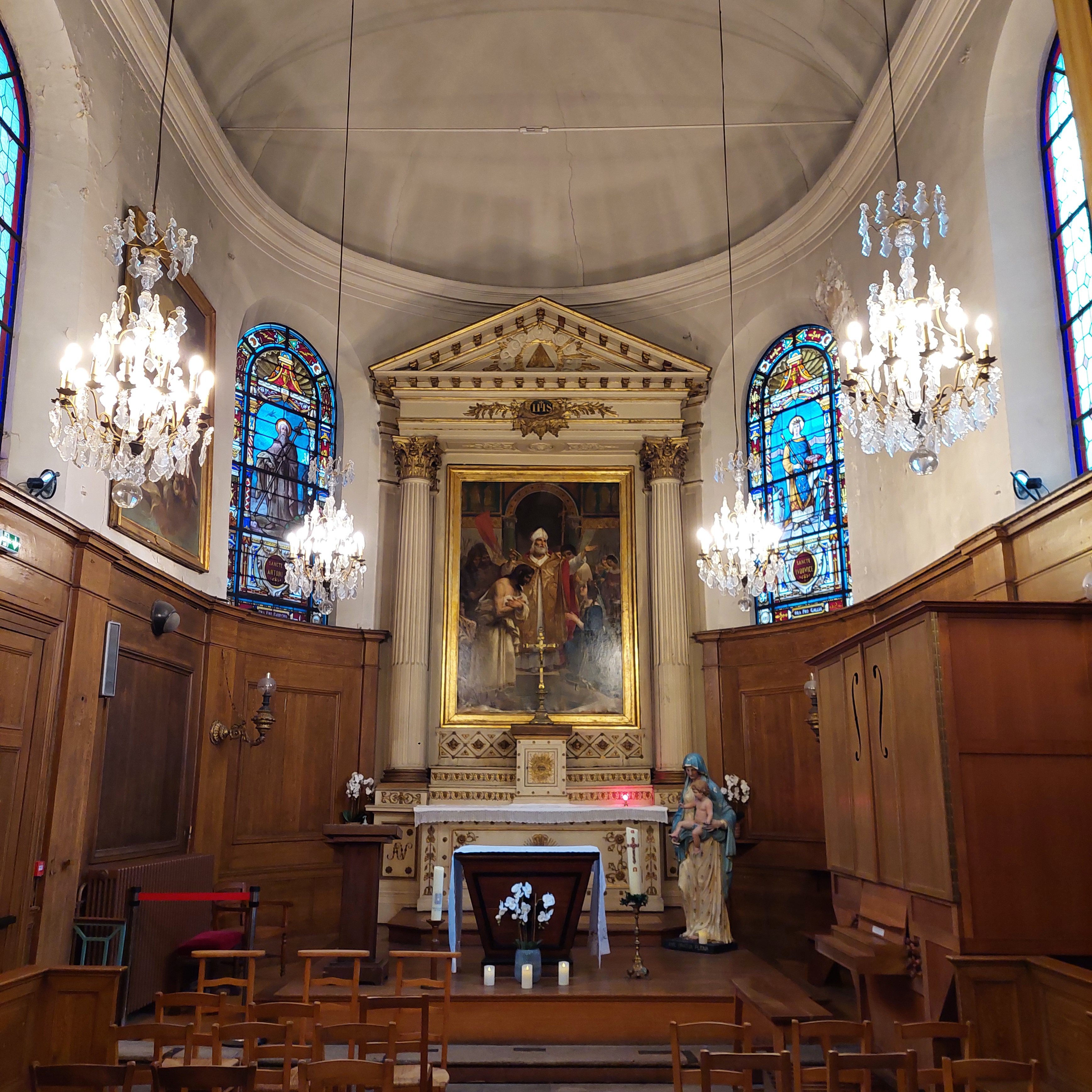
Chapelle Saint-Rémi des Quinze-Vingts (aumônerie de l’hôpital).

L’Histoire continue à faire de cet hôpital un précurseur en ophtalmologie avec la création de l’Institut de la vision, qui a ouvert ses portes en mars 2008 sur le site du CHNO, 17, rue Moreau à Paris. Il a été labellisé comme projet structurant du pôle de compétitivité d'envergure mondiale Medicen.
Cette « immense ruche de verre de 6 000 m2 » a été créée grâce à un partenariat : dès 2002, le Pr José-Alain Sahel (chef de service au CHNO des Quinze-Vingts et directeur de l’Institut) et son équipe ont œuvré aux côtés de trois institutions : l'Inserm, l'université Pierre-et-Marie-Curie et le CHNO des Quinze-Vingts, en liaison avec plusieurs services hospitaliers (Fondation ophtalmologique Rothschild, hôpital Lariboisière, Assistance publique), pour faire sortir de terre un pôle de recherche sur les maladies oculaires.
Sa réalisation a été assurée dans le cadre d'une participation public/privé avec le concours financier du CHNO des Quinze-Vingts, de l'Inserm, de l'université Pierre-et-Marie-Curie, du Conseil régional d'Île-de-France, de la Ville de Paris, de l'AFM, de la Fédération des aveugles et handicapés visuels de France, de la Foundation Fighting Blindness (États-Unis), de la Fondation ophtalmologique Rothschild, de la commission européenne, de la Fondation pour la recherche médicale, de l'Agence nationale de la recherche, de la fondation NRJ et de la fondation Bettencourt-Schueller avec l'appui de la Caisse des dépôts et consignations et de l'ICADE.
Il doit, dans un premier temps, accueillir douze équipes d’experts en ophtalmologie et huit entreprises dont les missions seront de découvrir et de tester des traitements innovants contre les pathologies oculaires.

## Anecdotes

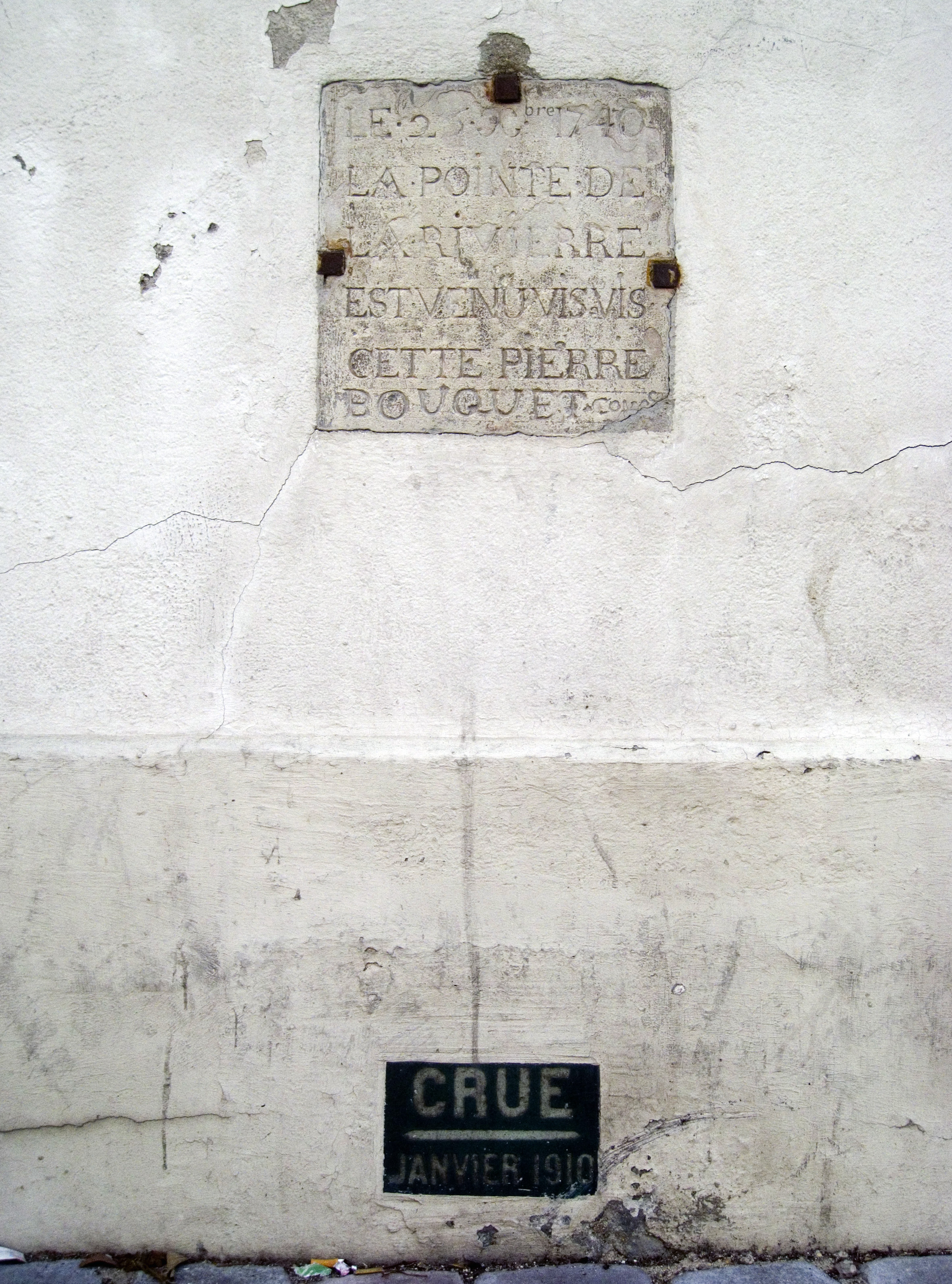
Le mur de l'hôpital des Quinze-Vingts, témoin de la crue de 1740.

- Dans la seconde moitié du XVIIIe siècle, les brouillards dans Paris furent si intenses qu'on s'avisa de louer à l'heure les services des aveugles des Quinze-Vingts pour guider les piétons et les voitures dans le dédale des rues de la capitale[15][source insuffisante].

- Les Quinze-Vingts inspirèrent à Voltaire le conte Petite digression, aussi appelé Les aveugles juges des couleurs (1766), qui défend l'agnosticisme en comparant les religieux à des aveugles qui jugent de la couleur de tunique et à des sourds qui jugent de la musique[16].

- On peut supposer une grande notoriété à l'hospice des Quinze-Vingts, jusque dans les paroisses éloignées telle que Romillé en Bretagne où le 26 janvier 1731 : « a esté inhumé au cimetière Louis Marecq mort subitement hier matin dans l'auberge du Pavillon royal au bourg de Romillé faisant la queste pour les quinze vingt, auquel il a été mis sur l'estomac une couronne de la Vierge qu'on lui a trouvé comme marque de christianisme […] »[réf. nécessaire]

- À partir de 1817 jusqu'en 1827, Nicolas Appert reçoit des locaux dans l'enceinte de l'hôpital pour y installer sa conserverie[17].

- Une rue de la ville de Troyes porte le nom de « rue des Quinze-Vingts » car l'hospice parisien possédait une maison au numéro 3 de cette rue.

- La bataille maritime du cap Finisterre qui vit le 22 juillet 1805 la déroute de la flotte franco-espagnole face aux anglais, est également appelée bataille des Quinze-Vingts, en raison de l'épais brouillard dans lequel se perdaient les navires[18].